# 太麻里山
太麻里山是臺灣臺東縣金峰鄉嘉蘭村的一座山，距太麻里鄉界約1.8公里，屬於中央山脈，為太麻里溪支流庫拉濃溪（古拉溪）與知本溪水系的分水嶺，海拔1,337公尺，於2006年入選新版台灣小百岳，山頂立有一等三角點，附近另立有「雙乳峰」石碑。山區有大量人為栽植的金針花，故又名金針山，現被規畫為金針山休閒農業區，有木棧道可供步行至山頂。山脊往南接連規那山、呵阿呂安山等山，北隔知本溪與卑南鄉的加大奈山相望。